# 셰이즈의 반란

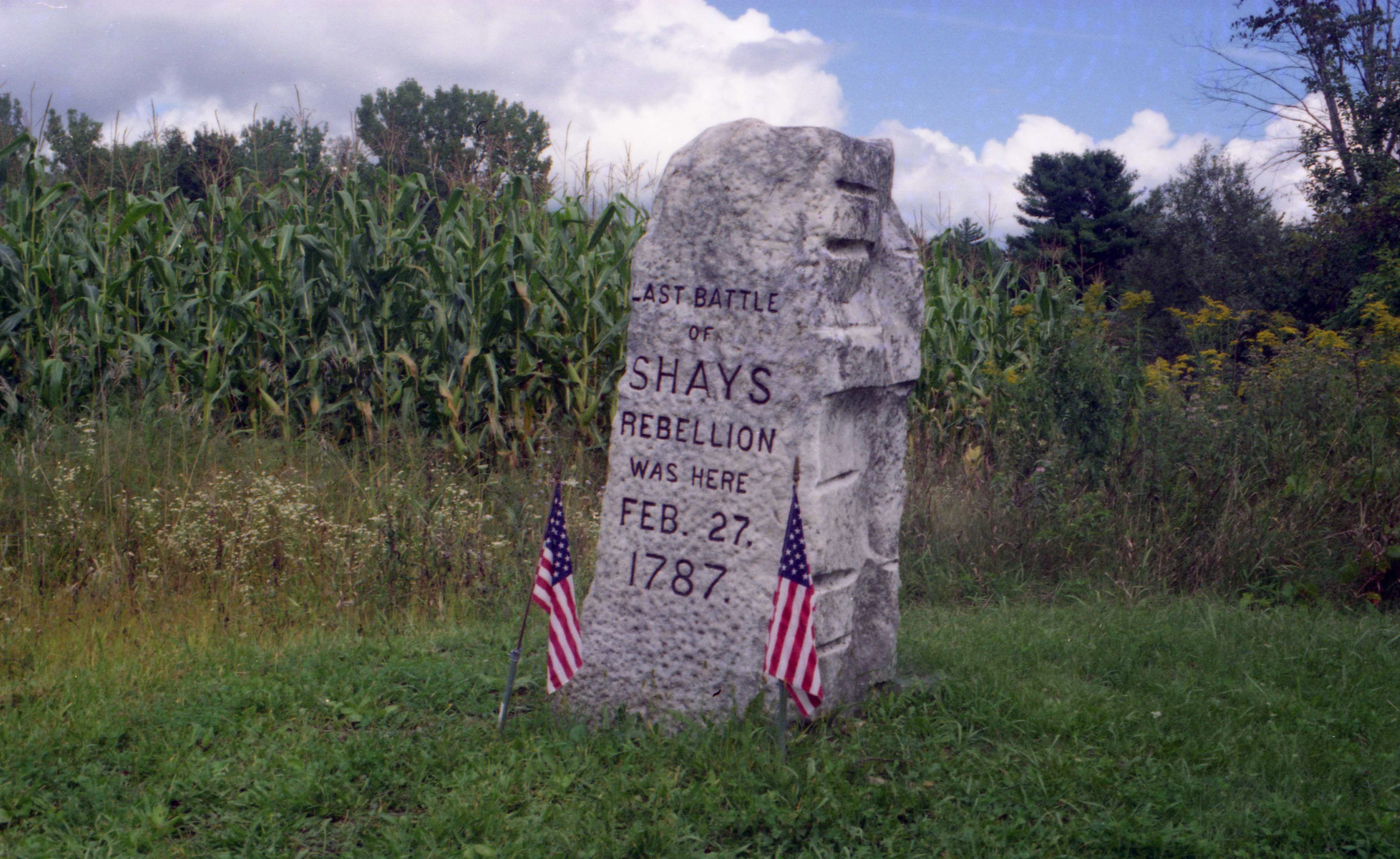

셰이즈의 반란(Shays 'Rebellion )은 1786년에서 1787년에 매사추세츠주 중부와 서부 (주로 스프링 필드)에서 일어난 무장 봉기이다. 이 반란은 미국 독립 전쟁 재향군인 대니얼 셰이즈가 주도했기 때문에 그 이름을 따서 반란군을 ‘세이사이즈’ 혹은 ‘레귤레이터스’(사회 개혁자)라고 불렀다. 셰이즈 무리의 대부분은 가난한 농민이었으며, 생활을 파탄나게 했던 빚과 세금에 분노해 있었다. 그런 부채 상환에 실패하면서 채무자 감옥에 수감되거나 군에 의해 자산이 몰수된 경우가 많았다.
그들은 지폐 발행 및 저율의 세금을 통해 부채 경감을 요구하였고, 매사추세츠 서부 법원을 강제 폐쇄하여 법원이 부채를 진 농부들의 자산을 몰수하는 것을 방해하려고 했다. 셰이즈의 반란 참가자들은 미국 독립의 정신으로 행동하고 있다고 생각하고 있었으며, 1760년대와 1770년대에 ‘자유의 폴’과 ‘자유의 나무’들이 동조자의 상징으로 이용한 군중 행동이나 그 전술을 모방하였다.
반란은 1786년 8월 29일에 시작하여 1787년 1월까지 1,000명 이상의 세이사이즈가 체포되었다. 사적 군대로 조직된 민병대가 1787년 2월 3일에 세이사이즈 주력군에 의한 스프링필드 조병창에 대한 공격을 격파하였다. 이 봉기에 대한 제도적 대응에 결함이 있었고, 연합 규약을 재평가 하자는 목소리에 활기를 불어 넣어, 1787년 5월 17일에 시작된 필라델피아 헌법 제정 회의에 강한 추진력을 제공하게 되었다. 셰이즈의 반란은 미국 독립의 민주주의 세력들에게 ‘억제가 무효화 될 수 있다’는 우려를 낳았다.

## 같이 보기
- 위스키 반란